# 洛宁县各级文物保护单位列表
以下为河南省洛阳市洛宁县的各级文物保护单位:

## 全国重点文物保护单位
| 名称       | 编号   | 分类   | 所在地 | 时代       | 图片 |
| ---------- | ------ | ------ | ------ | ---------- | ---- |
| 西王村遗址 | 7-0273 | 古遗址 | 洛宁县 | 新石器时代 |      |

## 河南省文物保护单位
| 编号 | 名称 | 分类 | 时代 | 地址 | 图片 |
| ---- | ---- | ---- | ---- | ---- | ---- |

- 禄地遗址（1-161）
- 唐城遗址（2-152）
- 坡头遗址（2-216）
- 洛宁文庙（含城隍庙）（3-89）
- 洛宁隍城庙（4-46）
- 程氏旧宅（4-52）
- 张氏旧宅（4-53）
- 香山寺（5-74）
- 洛出书处碑（5-45）
- 上戈乔家大院（7-82）
- 金山庙（7-83）
- 马东村泰山庙（7-84）
- 中原村清真寺（7-85）